# 152-я отдельная бригада подводных лодок
152-я отдельная бригада подводных лодок (сокращённо: 152-я БрПЛ) — соединение подводных сил Черноморского флота, существовавшее в период с 1951 по 1958 годы.

## История соединения
Бригада была сформирована 27 января 1951 года на базе управления 4-го дивизиона 2-й бригады подводных лодок Черноморского флота и включена в состав 21-й дивизии ПЛ. В составе бригады находилось 9 подводных лодок типа «Малютка» XV серии и различные вспомогательные суда, все они базировались на Балаклаву, а позднее на Одессу. После расформирования бригады в ноябре 1958 года подводные лодки перечислены в состав 27-й бригады ПЛ.

## Состав бригады[1]
- 9 ПЛ
- плавбаза "Эльбрус"
- плавбаза "Буг",
- плавучая казарма ПКЗ-34
- торпедолов ТЛ-26,
- станция живучести СТЖ-8

## Командный состав

### Командиры
- контр-адмирал Новиков, Николай Дмитриевич (1951—1952);
- капитан 1-го ранга Чирков, Николай Ефимович (1952—1953);
- капитан 1-го ранга Школенко, Николай Филиппович (1953—1959).

### Начальники штаба
- Гарвалинский, Владислав Матвеевич (1952—1953);
- Глоба, Яков Николаевич (1953—1957).